# Перамбалур (округ)
Перамбалур (англ. Perambalur) — округ в индийском штате Тамилнад. Образован 1 ноября 1995 года из части территории округа Тируччираппалли. Административный центр — город Перамбалур. Площадь округа — 1750 км². По данным всеиндийской переписи 2001 года население округа составляло 493 646 человек. Уровень грамотности взрослого населения составлял 66,1 %, что выше среднеиндийского уровня (59,5 %). Доля городского населения составляла 16 %.